# 월석

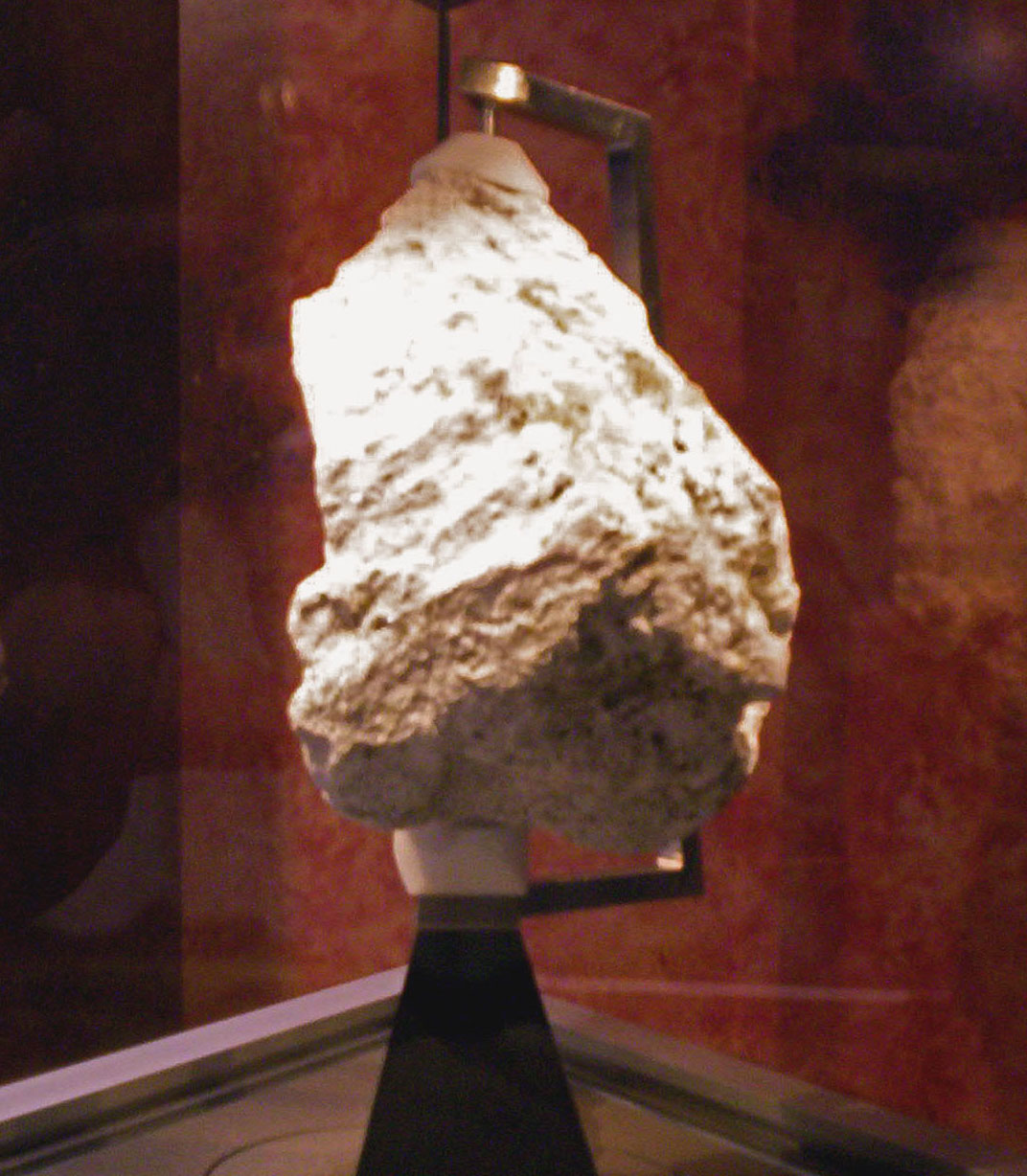
아폴로 16호가 가져온 #60025 사장암 표본

월석(月石)은 달의 암석을 말한다. 이는 인류의 달 탐사 프로젝트로 얻어진 월석 표본과 달에서 일어난 충돌로 인한 파편이 유성의 형태로 떨어지는 월석 둘 다를 포함하는 개념이다.

## 입수 방법
지구에서 구할 수 있는 월석은 다음 네 가지 방법으로 얻어진다. 첫째는 미국의 아폴로 계획, 둘째는 소비에트 연방의 루나 계획, 셋째는 중국의 달 탐사 계획, 넷째는 달에서 충돌로 생겨난 파편이 지구로 온 월운석을 통해서이다. 아폴로 계획의 6차례 임무를 통해 382 kg의 2,415개 표본을 지구로 가져올 수 있었다. 소련의 경우에는 1970년대 유인 달 탐사 계획은 실패했지만, 무인 달 탐사선을 통해 소량의 월석 표본을 지구로 다져오는 데에는 성공했다. 루나 계획을 통해서는 326g의 표본을 얻을 수 있었다. 중국의 창어 5호는 1731g의 원석 표본을 가지고 지구로 귀환했다. 2006년까지 발견된 90여 개의 달 운석은 30 kg 이상 된다.

## 성분
월석에는 검은 가루가 붙어 있다. 그 가루는 초자성(硝子性)을 띤 아주 작은 구슬 조각의 집합으로 달에서 채집한 가루의 거의 절반이 초자성이었는데 그것은 3종류로 분류할 수 있다. 0.2mm 이하의 구(球)·타원·아령형과 다(茶)·황(黃)·녹(綠)색의 색깔, 투명 또는 반투명의 얇은 판상(板狀)을 이룬 다색 등이 있었으며, 기포가 많았고, 이런 초자분(硝子粉) 외에 가루 중에는 사장석(斜長石)·단사휘석(單斜輝石) 및 티탄철광(Titan 鐵鑛) 등의 암석과 광물질도 섞여 있었다. 또 달에서 가져온 암석 역시 세 가지로 구분한다. 현무암(玄武岩)에 가까운 티탄철 광분이 풍부한 암석과 결정질 화성암(結晶質火成岩), 그리고 각력암(角礫岩)으로 되어 있다는 것이 나타났다. 아폴로 15호가 가져온 암석은 달의 생성 기원을 말해 주는 46억 년 전의 것과 그보다 훨씬 생성 연대가 뒤늦은 것이었다. 생성 연대를 달리하는 다른 종류의 암석은 달의 기원과 지각 운동을 연구하는 데 구체적인 자료가 된다.

## 같이 보기
- 샘플 리턴 미션
- 헬륨-3